# Poble dâw
Els dâw són un poble indígena del Brasil. Viuen a la riba dreta del Rio Negro (Amazones) en una zona coneguda com Alto Rio Negro a la selva tropical amazònica. Comparteixen aquesta zona juntament amb altres pobles indígenes, inclosos els altres parlants de llengües nadahup, amb els quals estan estretament relacionats, com els nadëb, els nukak, i els hupda - però també pobles arawak i pobles tucanos, com el barasanes i tucanos.
La paraula Dâw és un autònim, que significa "gent". A la literatura, així com a l'Alto Rio Negro, sovint se'ls denomina Kamã, però es considera molt pejoratiu.
Durant la dècada de 1980, els dâw estaven a punt d'extingir-se a causa d'un desequilibri entre el nombre d'homes i dones. Només hi havia poques dones i moltes de les dones que quedaven eren velles i no podien tenir fills. El 1984 el nombre de dâw era de només 56. Des de llavors la situació ha millorat considerablement, i els dâw ja no estan amenaçats per l'extinció malgrat la baixa població. Tots els dâw tenen la llengua dâw com a primera llengua, mentre que molts parlen també nheengatu i portuguès.
Avui dia, els dâw estan en contacte permanent amb persones no indígenes, principalment a la ciutat propera, São Gabriel da Cachoeira.